# Fabian Valtolina
Fabian Natale Valtolina (Limbiate, 10 giugno 1971) è un allenatore di calcio ed ex calciatore italiano, di ruolo ala.

## Carriera

### Calciatore

#### Giovanili nel Milan e professionismo nella Pro Sesto
Cresce nelle giovanili del Milan, non scendendo mai in campo con la prima squadra. Il debutto da professionista avviene nel 1991 con il passaggio alla Pro Sesto, formazione di serie C1 con cui resterà per un biennio, segnalandosi come uno dei migliori attaccanti del campionato e passando al Monza.

#### Monza, Bologna e Chievo Verona
Con i brianzoli esordisce nella serie cadetta come spalla del centravanti Artistico realizzando 7 reti, non sufficienti ad evitare la retrocessione. Dopo una brevissima parentesi al Bologna (campionato di C1), Valtolina riassapora la serie B vestendo questa volta la maglia del Chievo Verona, in prestito dagli emiliani. L'estate successiva fa ritorno nel capoluogo emiliano, contribuendo con 24 presenze e 2 reti al ritorno in Serie A dei felsinei.

#### Piacenza e Venezia
Il campionato 1996-1997 è quello della prima esperienza in Serie A con il trasferimento al Piacenza: con i biancorossi resta due anni, contribuendo al raggiungimento di due salvezze consecutive. Di pregevole fattura il gol realizzato contro la Roma il 10 maggio 1998, con una rovesciata al volo dal limite dell'area. Nel 1998 il passaggio al Venezia, dove resta per un quadriennio, giocando due campionati di Serie A e retrocedendo in B al termine della stagione 1999-2000. L'anno successivo il club lagunare centra il ritorno in Serie A al primo tentativo, con Valtolina che disputa un'altra annata nella massima serie.

#### Sampdoria
Nell'estate del 2002 avviene il trasferimento alla Sampdoria, nella serie cadetta: scende in campo 24 volte segnando 3 gol, contribuendo alla promozione in Serie A, e nell'annata successiva disputa la sua ultima stagione nella massima serie, totalizzando 5 presenze.

#### Pro Patria e Legnano
Nelle annate successive nelle serie minori, con l'ingaggio da parte della Pro Patria: rimarrà con i biancoblu per due anni e mezzo, trascorsi sempre nel campionato di Serie C1. Il 31 gennaio passa al Legnano. Il 2 ottobre rescinde il contratto con i lilla.

#### Padania, Arona e Pietrasanta
In questo periodo esordisce nella selezione di calcio della Padania. Chiude la carriera tra i dilettanti, con Arona (campionato di Promozione piemontese) e Pietrasanta (Eccellenza toscana).

### Allenatore
Nel febbraio 2009 viene chiamato a ricoprire il ruolo di allenatore degli Allievi regionali del Legnano. Il 17 agosto 2011 è allenatore dell Castiglione-Valfino, società calcistica abruzzese militante nel campionato regionale di Promozione. Il 14 marzo 2014 subentra sulla panchina dell'Ardor Lazzate, in Eccellenza.
Il 16 maggio 2014 viene chiamato dalla federazione calcistica padana per guidare la selezione di calcio della Padania ai mondiali svedesi di ConIFA.
Il 6 ottobre 2015 viene ingaggiato dalla Gerenzanese, che milita nel campionato di Seconda Categoria, vincendo il campionato dopo la finale spareggio contro il Bulgarograsso per 3-2 dopo i tempi supplementari..

## Palmarès

### Club

#### Competizioni nazionali
- Campionato italiano Serie C2: 1

Legnano: 2006-2007
- Campionato italiano di Serie B: 3

Bologna: 1995-1996
Sampdoria: 2002-2003.                                  Venezia: ( serie b 2000-2001) 2000/2001